# Kuźniczysko
Kuźniczysko (hist. Polska Kuźnica, niem. Polnisch Hammer) – wieś w Polsce położona w województwie dolnośląskim, w powiecie trzebnickim, w gminie Trzebnica.

## Podział administracyjny
W latach 1954–1959 wieś należała i była siedzibą władz gromady Kuźniczysko, po jej zniesieniu w gromadzie Czeszów. W latach 1975–1998 miejscowość administracyjnie należała do województwa wrocławskiego.

## Nazwa
Pierwotną nazwą była Polska Kuźnica zanim nie została zgermanizowana. Nazwa wywodzi się od polskiego słowa kuźnia i związana jest z polskim osadnictwem. Niemiecki leksykon geograficzny Neumanna wydany w 1905 roku notuje nazwę miejscowości jako Polnisch Hammer. Z powodu polskiego pochodzenia w latach 1937-1945 nazistowska administracja III Rzeszy zmieniła nazwę na nową, całkowicie niemiecką - Groß Hammer usuwając z niej pierwszy człon Polnisch.

## Zabytki
Do wojewódzkiego rejestru zabytków wpisany jest:
- kościół ewangelicki, obecnie rzymskokatolicki pw. Niepokalanego Poczęcia Najświętszej Marii Panny, drewniany[9], z 1746 roku, z dzwonnicą, otoczony murem z bramą z końca XIX wieku. Niemal do końca XVII w. odprawiano tu nabożeństwa w języku polskim. Wyremontowany po raz ostatni w 1958 roku, obecnie nieużytkowany, popada w ruinę. Wewnątrz zachowane empory, ławy i ambona[10].

## Młyn wodny
Pierwsze wzmianki o młynie wodnym w Kuźniczysku sięgają roku 1785, kiedy wieś zamieszkiwało 400 osób. Wiadomo jednak, że młyn istniał w tym miejscu dużo wcześniej - od XVI wieku. W XIX wieku obok młyna wybudowany został zespół dworski obejmując młyn i nadając mu nazwę dworski. Obiekt był kilkukrotnie przebudowywany. W roku 1870 w młynie została wybudowana trzecia kondygnacja, na którą wstawiono odsiewacze mąki. Ostatnia przebudowa nastąpiła w latach 1927-1931. Wymieniono wszystkie dotychczasowe urządzenia technologiczne oraz zmieniono napęd. W roku 1927 wybudowano nowe koryto Sąsiecznicy w stronę obecnej szkoły podstawowej, jaz oraz staw jako zbiornik dla potrzeb napędu technologii. Stare koryto rzeki przyjęło nazwę Młynówka. Ze względu na panujące susze, a tym samym niski poziom wody w rzece, w roku 1930 wybudowano obok młyna pierwszą w okolicy trafostację, zasilającą silnik pędni głównej. Od tego momentu rozpoczął się proces elektryfikacji wsi. W roku 1931 zlikwidowano drewniane koło nasiębierne i zabudowano nowoczesną turbinę Francisa.

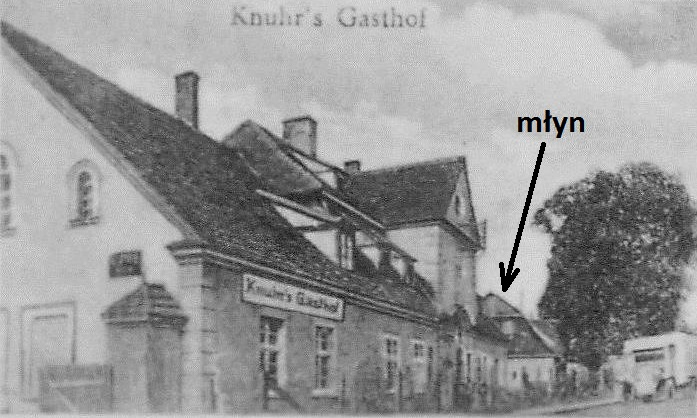
Gościniec Knuhr,s Gasthof po 1930r. (zabudowania dworskie) z tyłu widać młyn dworski
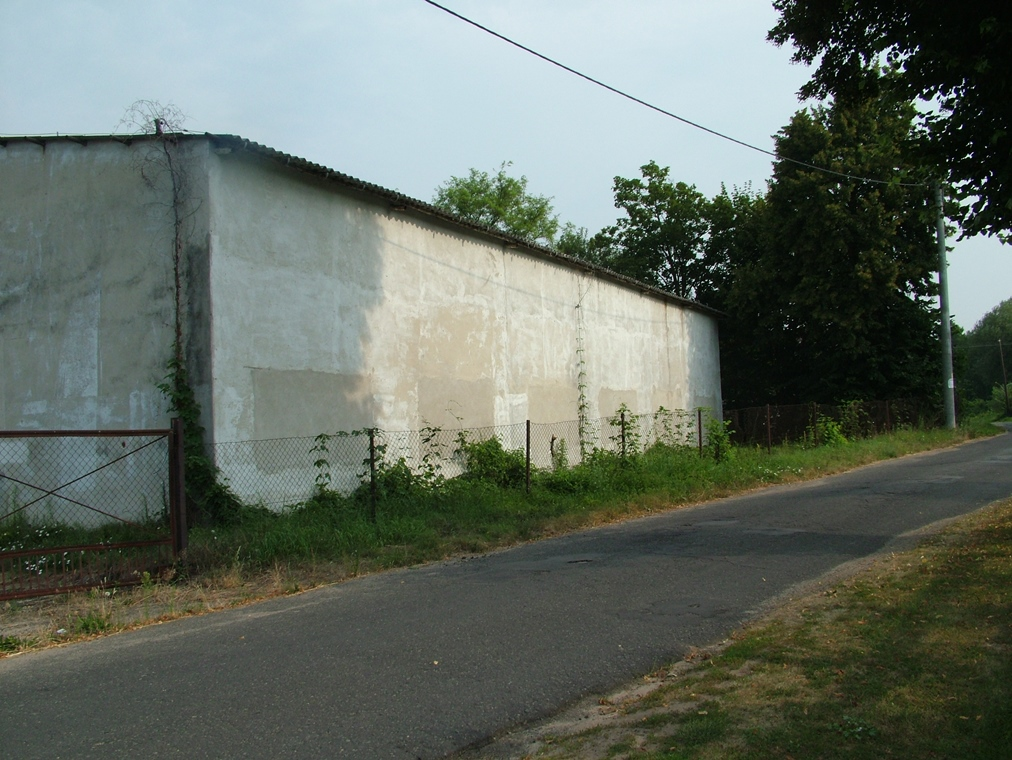
Postkomunistyczna hala w miejscu gościńca, młyn niewidoczny za drzewami
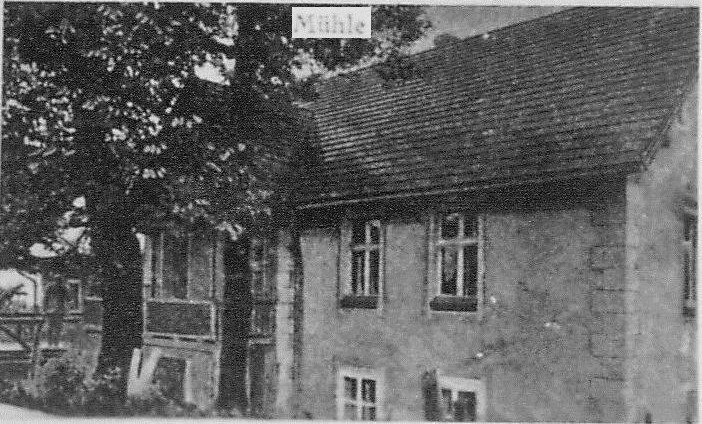
Dom młynarza i młyn dworski po 1930r.
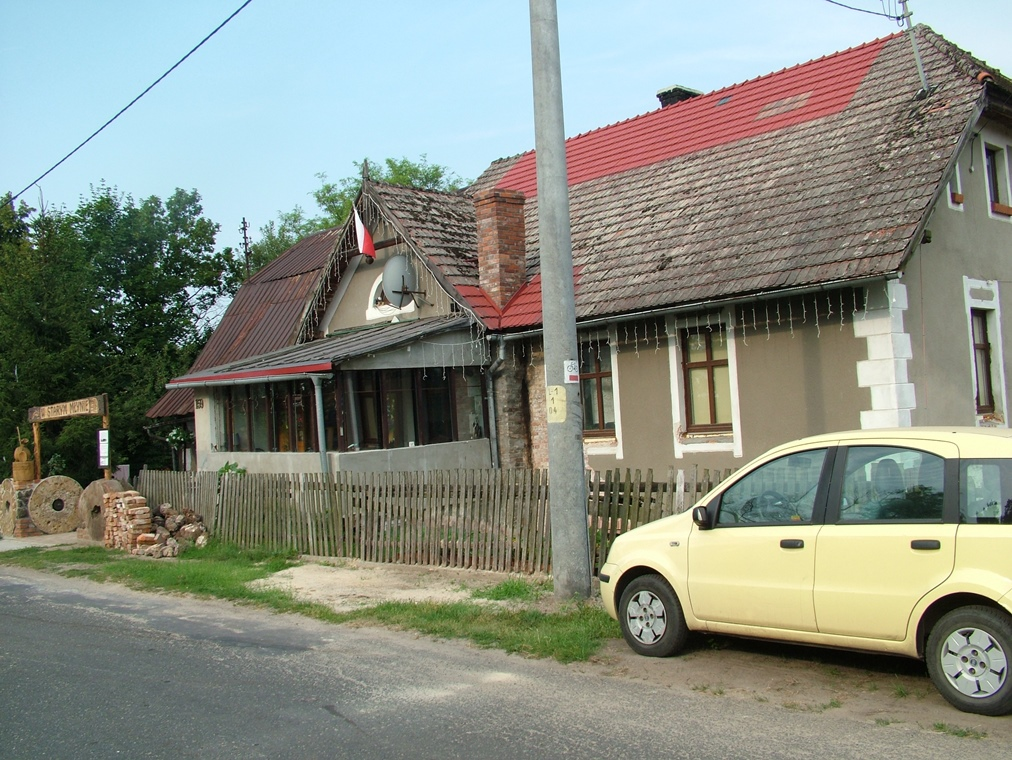
Dom młynarza i młyn dworski obecnie
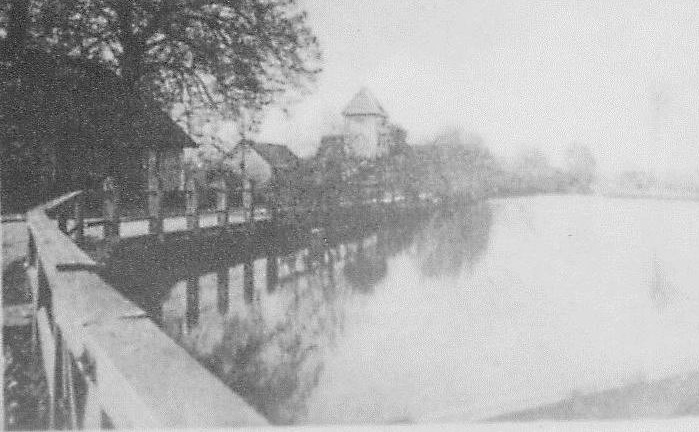
Dom młynarza i staw po 1930r. (z prawej trafostacja)
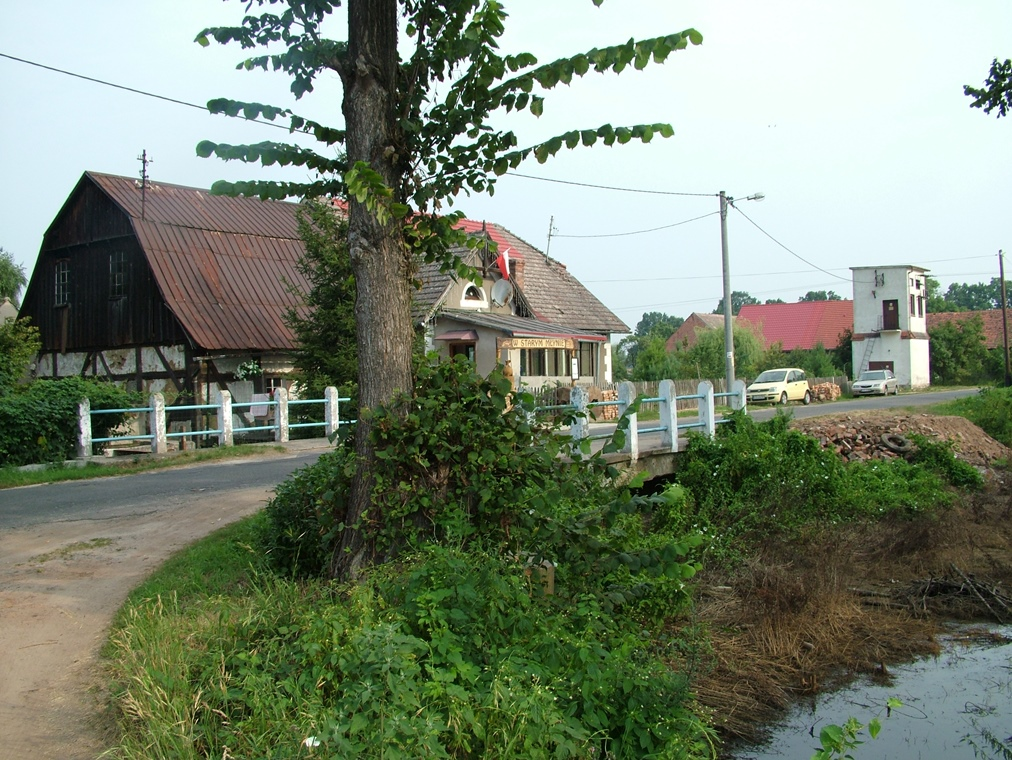
Dom młynarza i staw obecnie

## Współczesność
W kwietniu 2012 roku nastąpiło uroczyste otwarcie Izby Tradycji Młynarskich i udostępnienie młyna zwiedzającym. Tym samym obiekt stał się punktem węzłowym sieci Małych Muzeów Domowych zrzeszających muzealników z Polski, Czech, Słowacji, Litwy, Ukrainy i Niemiec. Od tego czasu młyn daje odwiedzającym możliwość odbycia lekcji „żywej historii” oraz zapoznania się z jednym z ginących zawodów.